# Skallbo
Skallbo är en liten övergiven by i Hedesunda socken, Gävle kommun. Närmaste grannby är Oppåker. Byn har tillhört kyrkan i Hedesunda församling och är känd under en kort period från 1728.